# Maska za anesteziju
Maska za anesteziju je medicinsko sredstvo namijenjeno za dovođenje plinova za anesteziju ili mješavine kisika prema pacijentu tijekom inhalacijske anestezije ili oksigenoterapije preko usta ili nosa.
Izrađuje se od materijala za višekratno korištenje (nakon obvezne dezinfekcije) ili materijala namijenjenog za jednokratno korištenje (na jednom pacijentu za potrebe liječenja), nakon kojeg se skladišti kao bolnički otpad.

## Namjena
Primjenjuje se u bolničkim uvjetima i u službama hitne medicinske skrbi od strane obučenog osoblja, paralelno sa sustavima za anesteziju i ventilatorima za disanje, koji će ili u potpunosti preuzeti ili potpomagati disanje pacijenta za vrijeme anestezije.

## Primjena
Maske za anesteziju namijenjene su, kao i ostala medicinska sredstva za višekratnu (gumena ili silikonska maska) ili jednokratnu uporabu (plastična), na jednom pacijentu za potrebe liječenja.
Preporuča se da se ista maska koristi maksimalno do 7 dana ili u skladu s lokalnim bolničkim propisima za sprječavanje unutarbolničkih (intrahospitalnih) infekcija.

## Veličine
Maska koja se primjenjuje u anesteziji izrađuje se u različitim veličinama, prema donjoj tablici.
| Oznaka | Namjena  | Veličina    | Podvrste                                         |
| ------ | -------- | ----------- | ------------------------------------------------ |
| о      | Neonatus | Neonatalna  | Ženska s priključkom od 15 mm (prema ISO 5356-1) |
| 1      | Djeca    | Mala (M)    | Ženska s priključkom od 15 mm (prema ISO 5356-1) |
| 2      | Djeca    | Srednja (S) | Ženska s priključkom od 22 mm (prema ISO 5356-1) |
| 3      | Djeca    | Velika (L)  | Ženska s priključkom od 22 mm (prema ISO 5356-1) |
| 4      | Odrasli  | Standardna  | Ženska s priključkom od 22 mm (prema ISO 5356-1) |
| 5      | Odrasli  | Velika      | Ženska s priključkom od 22 mm (prema ISO 5356-1) |

## Sestrinski projekti
|  | Zajednički poslužitelj ima još gradiva o temi Maske za kisik |

|  | Molimo pročitajte upozorenje o korištenju medicinskih informacija. Ne provodite liječenje bez savjetovanja s liječnikom! |